# London Evening Standard

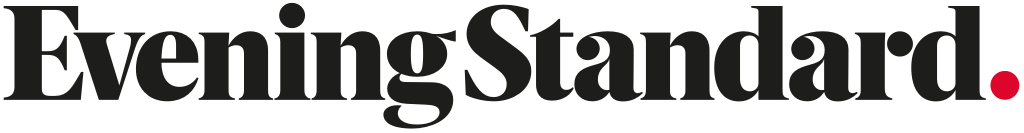
London Evening Standards logotyp.

London Evening Standard (fram till maj 2009 endast Evening Standard) är en brittisk dagstidning, grundad 1857.
The Evening Standard utgavs först som särskild tidning 1857, då dess konservativa föregångare The Standard, grundad 1827, blev morgontidning. Den uppgick senare i Saint James's Gazette men behöll sitt namn.